# Ciudad Ixtepec
Ciudad Ixtepec (antes villa de san Jerónimo,es una población dentro del municipio homónimo en el estado de Oaxaca, México; localizado en la región del Istmo de Tehuantepec. La ciudad se encuentra a 1 hora de Salina Cruz, a 45 minutos de Tehuantepec,  y a 2.5 horas de la capital del estado, Oaxaca de Juárez. 
Cuenta con una vasta tradición cultural, heredada de los zapotecas y que ha ido enriqueciéndose al paso de las décadas debido a que gente de todas partes ha llegado a vivir allí. Además, es uno de los pocos lugares con herencia francesa, china y árabe, y tiene posiblemente el asentamiento más antiguo de toda la región. Su dialecto del idioma zapoteco tiene fonemas diferentes de las de otros pueblos vecinos.

## Toponimia
El significado de la palabra Ixtepec es “vista al cerro” o “de cara al cerro”. Se deriva de los vocablos náhuatl ixtle, que significa “pita o hilo que se obtiene del henequén, agave o sisal”, y tépetl, que significa "cerro del Ixtle".

## Historia

### Época prehispánica
Se desconoce la fecha exacta de su fundación, sin embargo se creía que databa del siglo XVI como asentamiento zapoteca anterior a la conquista, ya que así lo indicaban algunos vestigios de pintura rupestre hallados en las faldas del "Cerro del Ixtle" y a un costado de la laguna Zopiloapan, sin embargo, en excavaciones que se realizaron para la construcción del libramiento Salina Cruz-La Ventosa, alrededor del año 2003, se descubrieron restos arqueológicos en el sitio conocido como "El Carrizal", los cuales datan aproximadamente del año 100 a. C., lo que viene a cambiar todo lo que se tenía acerca de la historia de los asentamientos, no solo de Ciudad Ixtepec, sino de toda la zona regional.
La ubicación donde actualmente se asienta la población de Ixtepec, no es la misma en que originalmente estaba ubicado el pueblo. Los conquistadores españoles y los evangelizadores al cambiar la ubicación del pueblo trataron de borrar todo vestigio del mismo, anteponiéndole la expresión o vocablo San Jerónimo, pues se considera que IQUE GUIDXI como se le llamó IXTEPEC O DANIGUEZA era un señorío central que regía y controlaba toda el área de Zopiloapam y suponemos que un núcleo secundario desprendido de IQUE GUIDXI, estuvo en la Huana Mílpería, El Carrizal y Barrio Tepalcate.
Las pinturas de Zopiloapam, por su temática y su estilo tipo códice, corresponden a la época posclásica de 900 a 1521, siendo anteriores a la conquista española. Esta cronología se confirma con la cerámica posclásica encontrada en la periferia del cerro de la Laguna Encantada. Sobre la filiación étnica, las pictografías pertenecen a los zapotecos según estudios antropológicos que afirman que en el posclásico los zapotecas habitaban el istmo.
Aunque previamente ya se habían realizado investigaciones acerca de los asentamientos desde 1967, fue hasta esta última ocasión que se encontraron 61 silbatos zoomorfos manufacturados en cerámica con formas de aves, 11 ocarinas antropomorfas que portan sobre la cabeza una especie de casco, y otras que muestran a un personaje obeso con las manos colocadas sobre el abdomen; estas efigies posiblemente corresponden a jefes o sacerdotes de la aldea o tal vez representen a los jefes de cada familia. Es así, como mediante estos descubrimientos, es que se apoya la teoría de que El Carrizal, una aldea localizada en el margen derecho del río Los Perros presentó su principal ocupación en la fase Kuak (100 a. C. - 200 d. C.).
De igual forma, todo esto refuerza y da sustento a la tradición oral de la localidad que mantiene la leyenda de que los binnigula'sa (traducido del zapoteco como gente de antes), son la gente más antigua y antecesores de los binnizá o zapotecas. A las figurillas que aparecían en las excavaciones, al arar la tierra o cuando llovía, se les llama precisamente binnigula'sa, y es la prueba ancestral que dejaron estos habitantes como evidencia de su asentamiento en estas tierras.

### Zapotecas y la Conquista
Previo a la conquista española, al igual que en otras pequeñas ciudades en la región del Istmo, en la actual Ciudad Ixtepec ya existía un asentamiento zapoteca bajo el nombre “Iztepeque”, de la cual no se sabe a ciencia cierta si sus habitantes son descendientes directos y puros de los llamados "binnigula'sa", ya que a lo largo de la historia, la región se enfrentó a los intentos de invasión de los aztecas, pues esta región era parte de la ruta que utilizaban estos últimos para ir a Centroamérica, por lo que estos trataron de imponer su dominio comercial y militar, lo cual ocasionó muchas guerras. Y de igual manera algunos historiadores creen que pudo haber una migración de los pobladores de Valles Centrales (zona central del estado de Oaxaca) hacia el Istmo.
Una vez asentados parte de los zapotecas o binnizá en “Iztepeque”, el estilo de vida de esta población se ve interrumpida abruptamente por la primera expedición española en esta parte de México alrededor de 1518, y aunque junto con otras poblaciones, se defiende de la conquista, ésta se adentra de manera semi-pacífica mediante el Catolicismo.
Es así como “Iztepeque” continúa siendo una población zapoteca adaptada a las nuevas costumbres impuestas por los españoles pero a su vez logra conservar gran parte de sus raíces indígenas conviviendo en armonía en un ambiente de mezcolanza pacífica.

### SiglosXIXyXX
Para el siglo XIX, después de que México alcanzara su independencia como nación, Ciudad Ixtepec era una comunidad indígena cuya economía se basaba en la autosubsistencia y además había adoptado el nombre de Villa de San Jerónimo Doctor, ya que este es el nombre del Santo Patrono local heredado del catolicismo español. Sería a principios del siglo XX que Ciudad Ixtepec alcanzaría una importancia económica debido a su ubicación geográfica, que permitía un lazo comercial de gran relevancia. Con la introducción de inversiones extranjeras, se constituye una opción como vía de comunicación, culminando como estrategia capitalista con la construcción del ferrocarril panamericano.
También destaca la construcción de una pista aérea durante la Segunda Guerra Mundial, que permitía el reabastecimiento de combustibles de las aeronaves aliadas (Estados Unidos), con destino a detener el avance del imperio japonés sobre el Pacífico, que amenazaba al continente americano. Actualmente esta pista es una colonia conocida como antigua pista aérea.
Cabe mencionar que el auge de la población fue en la época de los 40´s y 50´s ya que era la única vía de conexión entre el puerto de Salina Cruz y el de Coatzacoalcos antes Puerto México que también enlazaba el sur del estado de Chiapas. Este pueblo logró al paso del ferrocarril un auge económico muy importante y aquí se establecieron muchos y variados comercios, había también una fábrica de hielo y después una fábrica de cerveza que se llamó La Zapoteca. Al paso de la construcción del ferrocarril algunos de los trabajadores se establecieron en el pueblo dejando su descendencia, así mismo hubo emigrantes de lugares muy lejanos como iraquíes, árabes, libaneses, españoles, franceses, japoneses y hasta un ruso, esto como consecuencia de La Segunda Guerra Mundial, al buscar todas estas personas Refugio. La población era cosmopolita y la mayoría de las personas que provenían de medio oriente eran comerciantes y establecieron sus comercios en las calles principales del pueblo y el mercado municipal, el cual antiguamente se encontraba sobre la calle 16 de septiembre donde ahora se encuentra la Plaza "José Murat", también conocida como Garibaldi. Esta población fue la primera de la región en tener el servicio de agua potable, que era proporcionado sólo en el primer cuadro de la ciudad y que era prestado por el ferrocarril cobrando una cuota a los usuarios, por eso es que en este pueblo es el único de la región en el cual las gente está acostumbrada a pagar el servicio del agua. Ciudad Ixtepec en la época de la revolución llegó a tener hasta 5 cuarteles militares, cabe mencionar esto ya que antes de que el General Lázaro Cárdenas fuera presidente de México fue comandante en este pueblo; hay una inscripción de él en una cueva cerca del pueblo de Petapa ubicado cerca de Lagunas, lugar donde se ubica la fábrica de cemento La Cruz Azul al norte de Ciudad Ixtepec.
Por testimonios orales se considera la participación de algunos habitantes de este municipio los cuales relatan que participaron bajo las órdenes de Jesús Carranza hermano del primer jefe quien estableció su cuartel general en hoy Ciudad Ixtepec y fue muerto en la comunidad vecina del Cerro Costache, agencia municipal de Santa María Tepantlal Mixe.

## Clima
| Parámetros climáticos promedio de Ixtepec | Parámetros climáticos promedio de Ixtepec | Parámetros climáticos promedio de Ixtepec | Parámetros climáticos promedio de Ixtepec | Parámetros climáticos promedio de Ixtepec | Parámetros climáticos promedio de Ixtepec | Parámetros climáticos promedio de Ixtepec | Parámetros climáticos promedio de Ixtepec | Parámetros climáticos promedio de Ixtepec | Parámetros climáticos promedio de Ixtepec | Parámetros climáticos promedio de Ixtepec | Parámetros climáticos promedio de Ixtepec | Parámetros climáticos promedio de Ixtepec | Parámetros climáticos promedio de Ixtepec |
| Mes                                       | Ene.                                      | Feb.                                      | Mar.                                      | Abr.                                      | May.                                      | Jun.                                      | Jul.                                      | Ago.                                      | Sep.                                      | Oct.                                      | Nov.                                      | Dic.                                      | Anual                                     |
| ----------------------------------------- | ----------------------------------------- | ----------------------------------------- | ----------------------------------------- | ----------------------------------------- | ----------------------------------------- | ----------------------------------------- | ----------------------------------------- | ----------------------------------------- | ----------------------------------------- | ----------------------------------------- | ----------------------------------------- | ----------------------------------------- | ----------------------------------------- |
| Temp. máx. abs. (°C)                      | 38.0                                      | 39.5                                      | 41.0                                      | 43.0                                      | 43.0                                      | 41.0                                      | 39.5                                      | 41.0                                      | 39.0                                      | 39.0                                      | 39.0                                      | 39.0                                      | 43.0                                      |
| Temp. máx. media (°C)                     | 29.6                                      | 30.9                                      | 32.7                                      | 34.6                                      | 35.7                                      | 33.7                                      | 33.1                                      | 33.6                                      | 32.4                                      | 31.8                                      | 31.2                                      | 30                                        | 32.4                                      |
| Temp. media (°C)                          | 25                                        | 25.9                                      | 27.4                                      | 29.2                                      | 30.3                                      | 29                                        | 28.6                                      | 28.9                                      | 28                                        | 27.6                                      | 26.9                                      | 25.5                                      | 27.7                                      |
| Temp. mín. media (°C)                     | 20.4                                      | 20.9                                      | 22.2                                      | 23.8                                      | 25                                        | 24.3                                      | 24.1                                      | 24.2                                      | 23.7                                      | 23.5                                      | 22.7                                      | 21.2                                      | 23                                        |
| Temp. mín. abs. (°C)                      | 9.0                                       | 5.3                                       | 10.0                                      | 13.5                                      | 17.0                                      | 17.0                                      | 15.0                                      | 16.0                                      | 16.3                                      | 15.7                                      | 11.0                                      | 11.0                                      | 5.3                                       |
| Precipitación total (mm)                  | 1                                         | 2.4                                       | 3.5                                       | 5                                         | 44.3                                      | 206.6                                     | 153.7                                     | 178.2                                     | 179.3                                     | 72.7                                      | 16.1                                      | 3.1                                       | 875.9                                     |
| Días de precipitaciones (≥ )              | 0.3                                       | 0.4                                       | 0.6                                       | 0.6                                       | 3.7                                       | 11.5                                      | 10.3                                      | 10.3                                      | 11.6                                      | 5.1                                       | 1.3                                       | 0.2                                       | 55.9                                      |
| [cita requerida]                          |                                           |                                           |                                           |                                           |                                           |                                           |                                           |                                           |                                           |                                           |                                           |                                           |                                           |

## Sitios de interés
- Local de la Comisión Nacional de Derechos Humanos.

## Ciudades hermanadas
La ciudad de Ciudad Ixtepec está hermanada con las siguientes ciudades
| Nombre                          | Período     | Partido |
| ------------------------------- | ----------- | ------- |
| José Melendez Valencia          | 1978 - 1980 |         |
| Humberto Del Puerto Velázquez   | 1981 - 1983 |         |
| Gilberto Melendez Valencia      | 1984 - 1986 |         |
| Luis Enríquez Habib             | 1987 - 1989 |         |
| Marino Ordaz López              | 1990 - 1992 |         |
| Roberto Nacif Zaade             | 1993 - 1995 |         |
| Rosario Villaba Couder          | 1996 - 1998 |         |
| Jorge Zarif Zetuna Curioca      | 1999 - 2001 |         |
| Adolfo Toledo Infanzón          | 2002 - 2004 |         |
| Neguib Tadeo Manrique Madariaga | 2005 - 2006 |         |
| Felipe Girón Villalba           | 2006 - 2007 |         |
| Gabino Guzmán Palomec           | 2008 - 2010 |         |
| Félix Antonio Serrano Toledo    | 2011 - 2013 |         |
| Gabriela López Olivera López    | 2013        |         |
| Eduardo Pedro Reyes             | 2014 - 2016 |         |
| Félix Antonio Serrano Toledo    | 2017 - 2018 |         |
| Rogelio Cheng López             | 2019 - 2021 |         |
| Gabriela López Olivera López    | 2022 - 2024 |         |

|  |  |